# Menticirrhus undulatus
Menticirrhus undulatus és una espècie de peix de la família dels esciènids i de l'ordre dels perciformes.

## Morfologia
Els mascles poden assolir 71 cm de longitud total i 3.900 g de pes.

## Alimentació
Menja crustacis i cucs.

## Hàbitat
És un peix marí, de clima subtropical i demersal que viu fins als 14 m de fondària.

## Distribució geogràfica
Es troba a l'oceà Pacífic oriental: des de Califòrnia (els Estats Units) fins al Perú.

## Ús comercial
És comú als mercats.

## Observacions
És inofensiu per als humans.